# فرد باربر
فرد باربر (بالإنجليزية: Fred Barber) هو لاعب كرة قدم بريطاني، ولد في 26 أغسطس 1963 في Ferryhill ‏ في المملكة المتحدة. لعب مع إيبسويتش تاون وبرمنغهام سيتي ودارلينجتون إف سى وكولتشستر يونايتد ونادي إيفرتون ونادي بلاكبول ونادي بيتربورو يونايتد ونادي تشستر سيتي ونادي تشيسترفيلد ونادي كيترينغ تاون ونادي لوتون تاون ونادي والسول.

## وصلات خارجية
- فرد باربر على موقع قاعدة بيانات كرة القدم.إي يو (الإنجليزية)
- فرد باربر على موقع Soccerbase.com (لاعب) (الإنجليزية)